# Ludovico Einaudi

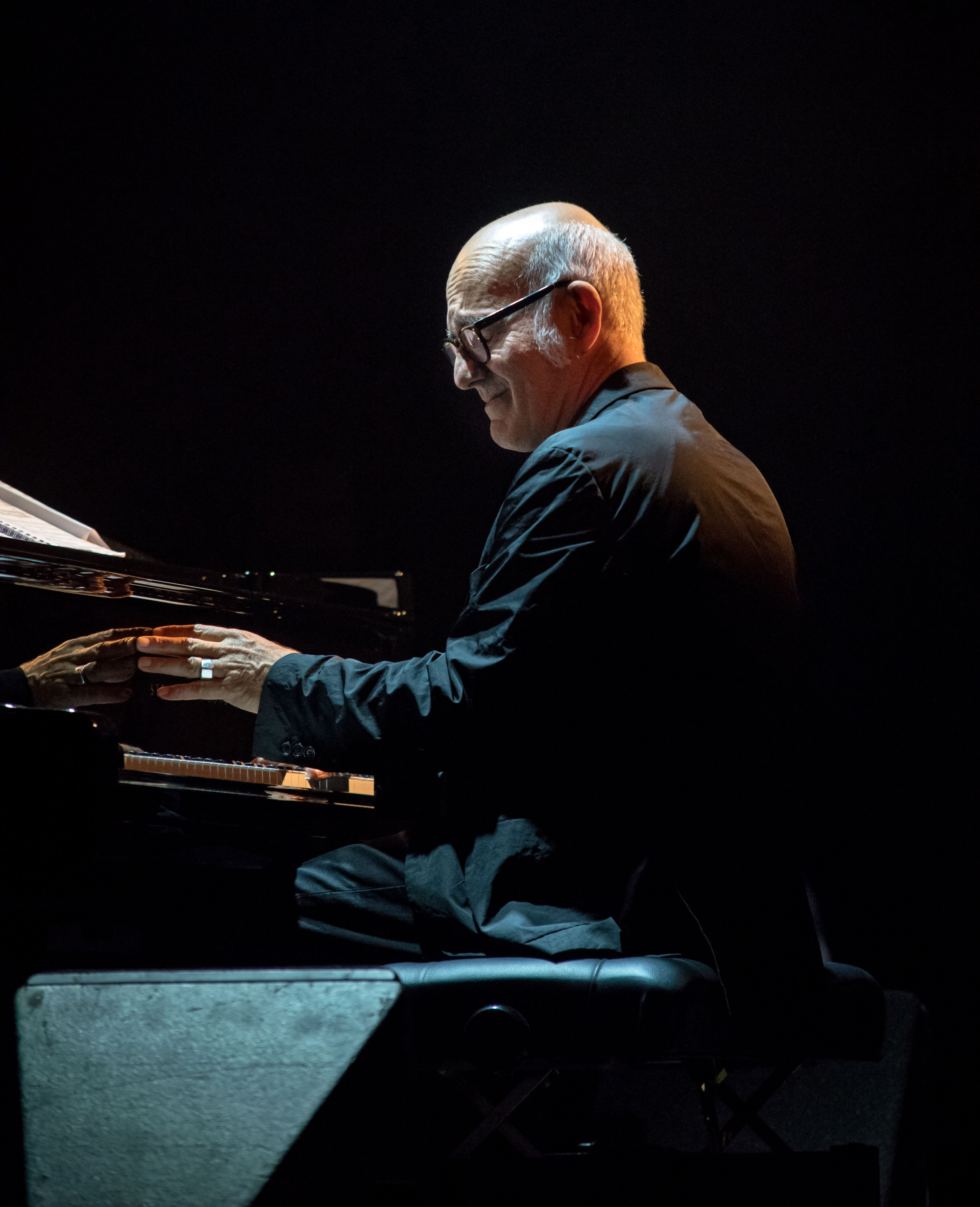
Zelt-Musik-Festival 2016 Friburg, Alemanya

Ludovico Einaudi (Torí, 23 de novembre de 1955) és un compositor i pianista modern que destaca pel desenvolupament de frases melodioses a les seves composicions per a piano.
Representa un dels grans èxits de la  música clàssica contemporània dels últims anys, no només per les vendes de discs, també pels concerts realitzats per tot el món.

## Primers anys i educació
Einaudi va néixer a Torí (Piemont). El seu pare, Giulio Einaudi, va ser un editor que va treballar amb autors com Italo Calvino i Primo Levi, i fundador de Giulio Einaudi Editore, mentre que el seu avi patern, Luigi Einaudi, va ser President d'Itàlia entre 1948 i 1955. La seva mare, Renata Aldrovandi, li tocava el piano de petit. El seu pare, Waldo Aldrovandi, va ser pianista, director d'òpera i compositor que va emigrar a Austràlia després de la Segona Guerra Mundial.
Einaudi va començar a escriure la seva pròpia música quan era adolescent, primer component amb una guitarra popular. Va començar la seva formació musical en el Conservatori Verdi de Milà, obtenint un diploma en composició el 1982. Aquell mateix any va assistir a un curs d'orquestració impartit per Luciano Berio i va obtindre una beca per al Festival de Música de Tanglewood. Segons Einaudi, "[Luciano Berio] va fer un treball interessant amb música vocal africana i alguns ajustaments de cançons dels Beatles, i em va ensenyar que hi ha una mena de dignitat dins de la música. Vaig aprendre l'orquestració d'ell i una forma molt oberta de pensar en la música." També va aprendre col·laborant amb músics com el malià Ballaké Sissoko i l'armeni Djivan Gasparian. La seva música és ambiental, meditativa i sovint introspectiva, i s'inspira en el minimalisme i el pop contemporani.

## Carrera musical

### 1980
Després d'estudiar al conservatori de Milà i posteriorment amb Berio, Einaudi va dedicar diversos anys a compondre en formes tradicionals, incloent diverses composicions de cambra i orquestrals. Aviat va captar l'atenció del públic internacional i la seva música es va interpretar en llocs com el Teatro alla Scala, el Festival de Música de Tanglewood, al Lincoln Center i el Centre d'Arts Escèniques de la UCLA.
A mitjans de la dècada de 1980, va començar a buscar una expressió més personal en una sèrie d'obres per a dansa i multimèdia, i posteriorment per a piano.
Algunes de les seves col·laboracions en teatre, vídeo i dansa inclouen composicions per Sul filo d'Orfeo en 1984, Time Out el 1988, una peça de dansa-teatre creada amb l'escriptor Andrea De Carlo, The Wild Man el 1990, i l'Emperador en 1991. Entre les seves col·laboracions posteriors es troben Salgari (Per terra e per mare) (1995), una òpera/ballet encarregada per l'Arena de Verona amb textos d'Emilio Salgari, Rabindranath Tagore i Charles Duke Jr, i EA Poe (1997), concebuda com a banda sonora per al cinema mut.

### Bandes sonores
Einaudi va començar a utilitzar el seu estil per compondre bandes sonores de pel·lícules a mitjans dels anys noranta. Va començar amb dues pel·lícules de Michele Sordillo, Da qualche parte in città el 1994 i Acquario el 1996, per les quals va guanyar el Grolla d'or a la millor banda sonora. El 1998, va compondre la banda sonora de Treno di panna i la partitura de Giorni dispari de Dominick Tambasco.
El 2000, va col·laborar amb Antonello Grimaldi a Un delitto impossibile, i també va compondre la banda sonora de Fuori del mondo, que va ser nominada als premis Oscar i per la qual va guanyar el premi Echo Klassik a Alemanya en 2002. Després de la publicació del seu àlbum debut, es van incloure alguns fragments en la pel·lícula Aprile de Nanni Moretti. El 2002, la seva banda sonora per Luce dei miei occhi va ser nomenada millor banda sonora en els Premis de la Música Italiana de 2002.
El 2002, Einaudi va guanyar el premi italià a la millor partitura de pel·lícula per Luce dei miei occhi. Allmusic va donar 4,5/5 estrelles a la seva partitura per a la sèrie de televisió de 2002 Doctor Zhivago i va publicar una crítica elogiosa, comparant en habilitat amb la partitura de Maurice Jarre de l'anterior adaptació cinematogràfica.
El 2004, la seva banda sonora per Sotto falso nome va rebre el premi a la millor música de cinema al Festival d'Avinyó.
El 2010, Einaudi va compondre la música del tràiler del Cigne Negre. La seva "Due Tramonti" va aparèixer en la pel·lícula I'm Still Here (2010), dirigida per Casey Affleck. La seva composició "Nuvole Bianche" va aparèixer en la pel·lícula Insidious (2010), dirigida per James Wan, al drama televisiu britànic This Is England 86 i en la sèrie de televisió Derek (2012), dirigida i protagonitzada per Ricky Gervais. A Intocable (2011), la pel·lícula més taquillera de la història de França, va contribuir amb els temes "Fly", "Writing Poems", "L'origine nascosta", "Cache-cache", "Una Mattina", i "Primavera". La pel·lícula This Is England va incloure el tema Fuori dal mondo i Dietro casa. La sèrie de televisió britànica This Is England '88 també contenia els temes "Fuori Dalla Notte", "Solo" (un bonus track de Nightbook), "Berlin Song" i "Distacco".
El 2016, Einaudi va participar en la campanya de Greenpeace per salvar l'Àrtic en un vídeo on interpretava "Elegy for the Arctic" amb un piano damunt una plataforma flotant davant una glacera a Svalbard, Noruega.

### Versions en solitari
Einaudi ha signat amb Decca Records i les publicacions van a càrrec de Chester Music Limited, que forma part del Music Sales Group of Companies.
Després de l'àlbum Time Out, de 1988, el 1992 va publicar Stanze, que havia compost per a arpa. L'àlbum va ser interpretat per Cecilia Chailly, una de les primeres músiques en utilitzar una arpa elèctrica. Einaudi va publicar el seu primer àlbum de piano en solitari, Le Onde, el 1996, amb BMG. L'àlbum està basat en la novel·la Les ones, de l'escriptora britànica Virginia Woolf, i va tenir un gran èxit, sobretot a Itàlia i el Regne Unit. El següent àlbum el 1999, Eden Roc, també va ser publicat per BMG, amb peces més curtes. Per a aquest projecte va col·laborar amb el músic armeni de duduk Djivan Gasparian.
La seva següent obra de piano en solitari, I Giorni (2001), es va inspirar en els seus viatges per Àfrica. El tema "I Giorni" va aparèixer en una campanya publicitària de la BBC per a programes d'art i cultura, i va atreure molt interès pel fet que Greg James va emetre la peça a la BBC Ràdio 1 el juny de 2011. Gràcies a les repetides emissions d'aquell mes, el tema va entrar en la llista de singles del Regne Unit en el lloc 32 el 12 de juny de 2011.

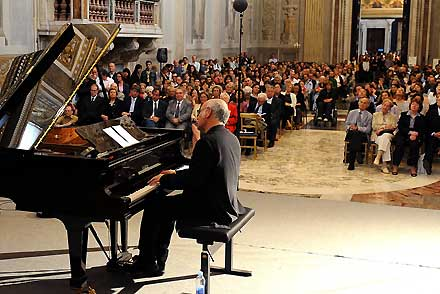
Ludovico Einaudi al Palau del Quirinal, 2008

El 2003, Einaudi va publicar l'àlbum en directe La Scala Concert 03.03.03, gravat en el famós teatre de l'òpera La Scala de Milà. El seu àlbum de 2003 Diario Mali és una altra col·laboració, amb Einaudi al piano i el músic malià Ballaké Sissoko a la kora. El 2004, Einaudi va publicar l'àlbum Una Mattina a Decca Records. L'àlbum Divenire, de 2006, consta de piano acompanyat d'orquestra. L'àlbum també inclou el tema "Primavera", aclamat per la crítica. Va ser gravat per la Reial Orquestra Filarmònica de Liverpool, amb Einaudi com a mestre de piano. Poc després de la seva publicació, Einaudi es va anar de gira a diversos llocs del Regne Unit, tocant tant les obres de Divenire com versions orquestrals de les seves altres obres. L'àlbum va ocupar el primer lloc en la llista d'èxits d'ITunes.
L'octubre de 2009 va sortir a la venda Nightbook. L'àlbum va suposar per Einaudi una nova direcció en la seva música, ja que va incorporar sons sintetitzats al costat del seu piano. L'àlbum va ser concebut i gravat en resposta al pintor i escultor alemany Anselm Kiefer, així com una exposició en què Einaudi va actuar per a la inauguració d'una galeria de Kiefer. També es va inspirar en la bateria i l'electrònica del Whitetree Project, un trio d'intèrprets que Einaudi va formar amb Robert i Ronald Lippok de To Rococo Rot, un grup electrònic alemany. A Itàlia, l'àlbum es va convertir en disc d'or amb més de 35.000 còpies venudes.
L'àlbum d'Einaudi In a Time Lapse es va publicar el 21 de gener de 2013, amb gires complementàries per Estats Units i el Canadà. També va aparèixer en l'emissora KCRW de Los Angeles. El 17 de setembre de 2013, Einaudi va interpretar diverses cançons de In a Time Lapse, juntament amb un nou conjunt, al festival anual d'ITunes celebrat al Roundhouse de Londres. El grup va assajar íntimament aquesta actuació en el graner de la casa d'Einaudi. El març de 2016, va tenir lloc l'estrena mundial d'un nou concert per a piano, "Domino", a la Royal Liverpool Philharmonic Orchestra. El 2020, la seva música va ser utilitzada en les pel·lícules Nomadland i The Father.

## Música
La seva música és ambiental, per meditar i sovint introspectiva. Encara que no li agrada ser etiquetat com a pertanyent a un estil o un altre se'l sol considerar minimalista, etiqueta amb què el mateix Ludovico està d'acord: "En general no m'agraden les definicions, però 'Minimalista' és un terme que significa elegància i sinceritat, per tant prefereixo que se'm digui minimalista a qualsevol altra cosa".

## Discografia

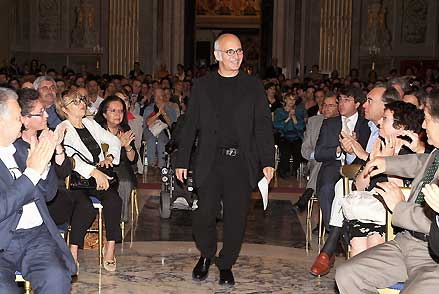
Einaudi el 2008

### Àlbums
- In a Time Lapse (2013)[23][24]

- Time Out (diversos instruments; experimental) (1988)
- Stanze (harp) (1992)
- Salgari (diversos instruments; ballet) (1995)
- Le Onde (piano) (1996)
- Eden Roc (piano i cordes) (1999)
- I Giorni (piano) (2001)
- Diario Mali (piano, kora) (2003)
- Una Mattina (piano, violoncel) (2004)
- Divenire (piano, orquestra de cordes, electrònic) (2006)
- Nightbook (piano, electrònic) (2009)
- In a Time Lapse (piano, electrònic) (2013)[23][24]
- Taranta Project (piano, electrònic, orquestra, violoncel, kora) (2015)
- Elements (piano, electrònic, orquestra) (2015)
- Seven Days Walking (piano, violí, viola, violoncel) (2019)
- 12 Songs from Home (piano) (2020)
- Einaudi Undiscovered (2020)
- Cinema (2020)

### Composicions per a cinema i televisió
- Treno di panna (Director: Andrea De Carlo) (1988)
- Da qualche parte in città (Director: Michele Sordillo) (1994)
- Acquario (Director: Michele Sordillo) (1996)
- Aprile (Director: Nanni Moretti) (1998)
- Giorni dispari (Director: Dominick Tambasco) (1998)
- Fuori dal mondo (Director: Giuseppe Piccioli) (1999)
- La vita altrui (Director: Michele Sordillo) (2000)
- Un delitto impossibile (Director: Antonio Luigi Grimaldi) (2000)
- Le parole di mio padre (Director: Francesca Comencini) (2001)
- Alexandreia (Directora: Maria Iliou) (2001)
- Luce dei miei occhi (Director: Giuseppe Piccioni) – Premi italià de música a la millor partitura de pel·lícula (2002)
- Doctor Zhivago (minisèrie de TV, Director: Giacomo Campiotti) (2002)
- Sotto falso nome (Director: Roberto Andò) – Premi a la millor música de cinema al Festival d'Avinyó (2004)
- Mission: Saturn (2004)
- This Is England (Director: Shane Meadows) (2006)
- This Is England '86 (Director: Shane Meadows) (2010)
- Stargate Universe – Pathogen (2010)
- Sangandaan – Landas ng Buhay (2010)
- I'm Still Here (Director: Casey Affleck) (2010)
- Das Ende ist mein Anfang – Pel·lícula alemanya (2010)
- Black Swan trailer (Director: Darren Aronofsky) (2010)
- This Is England '88 (Director: Shane Meadows) (2011)
- Intocable – (Director: Olivier Nakache & Eric Toledano) (2011)
- Primavera – (Documental de la mort de Gary Speed: Sport Wales) (2011)
- J. Edgar – (Director: Clint Eastwood) (2012)
- Derek (pilot episode) – (Director: Ricky Gervais) (2012)
- El mestre de l'aigua – (Director: Russell Crowe) (2014)
- Mommy – (Director: Xavier Dolan) (2014)
- This Is England '90 – (Director: Shane Meadows) (2015)
- The Third Murder – (Director: Hirokazu Koreeda) (2017)
- El pare - (Director: Florian Zeller) (2020)
- Nomadland - (Directora: Chloé Zhao) (2020)

### Música de cambra

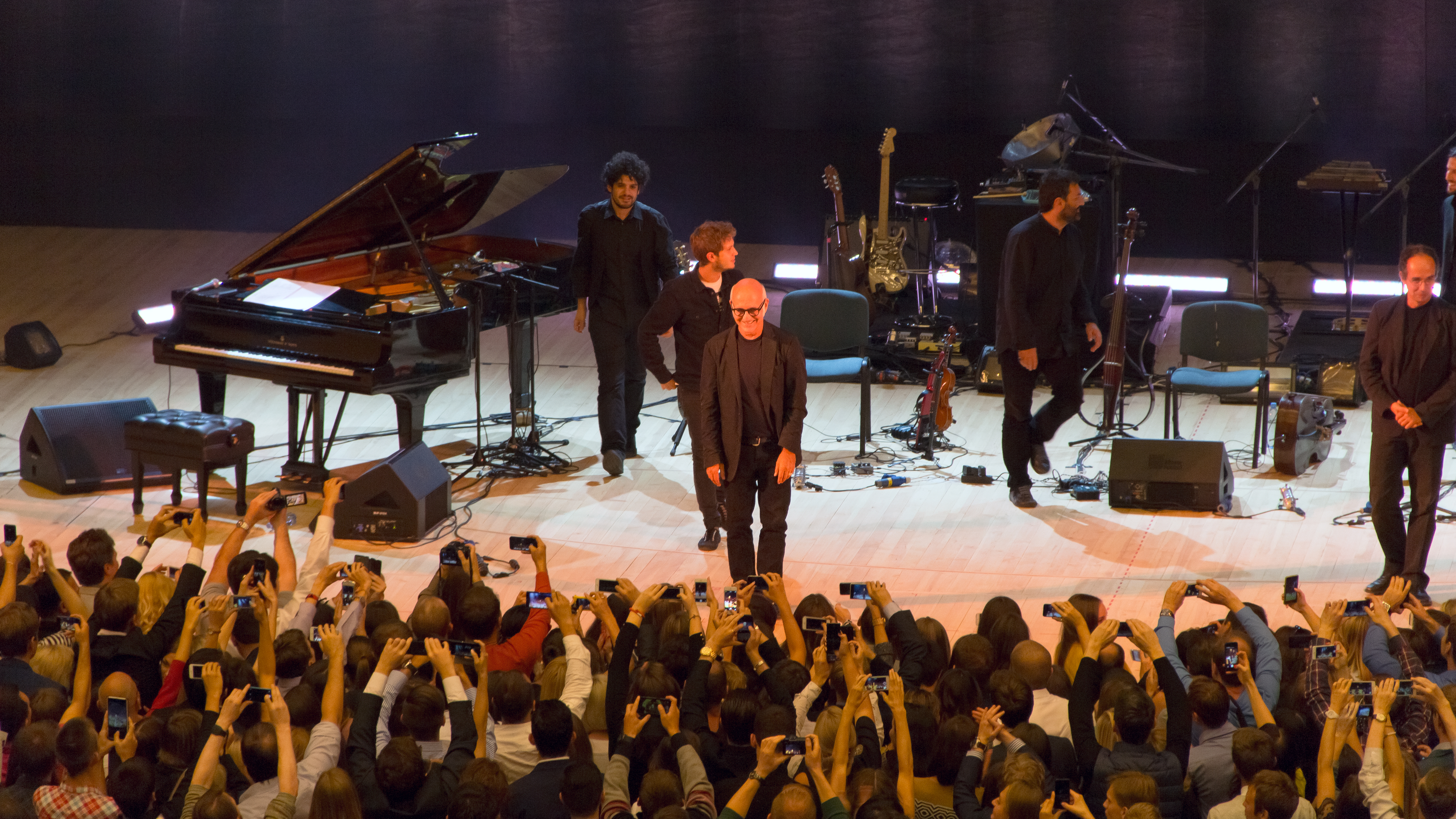
Ludovico en un concert a Moscou, el 12 de setembre de 2014

- Ai margini dell'aria (1982)
- Altissimo (1984)
- Crossing (1985)
- Ottetto (1985)
- Canone (1987)
- Duetti nn.1/5 (1988)
- Echi (1989)
- Corale (1989)
- At a slow walking pace (1989)
- Stanze (1992)
- Moto Perpetuo (1993)
- Quattro Passi (1993)
- Talea (1993)
- Metamorfosi (1993)
- The Apple Tree (1995)
- Cant per a violoncel (1996)
- Le Onde (1996)
- Zoom (1996)
- Arie (1998)
- Nessuno (1998)

### Orquestra
- Per vie d'acqua (1981)
- Rondo (1982)
- Altissimo (1984)
- Crossing (1985)
- Movimento (1986)
- Contatti (1988)
- Chatrang Overture (1995])
- Salgari suite from the ballet (1995)
- Selim (1997)
- Divenire (2002)

### Teatre i dansa
- Sul Filo di Orfeo (1983)
- Time Out (1988)
- The Emperor (1991)
- Salgari (1993)
- Edgar Allan Poe (1997)